# Kikyu Hasshin Saver Kids
Kikyu Hasshin Saver Kids (яп. 緊急発進セイバーキッズ) — японский аниме-сериал, выпущенный студией Tokyo Movie Shinsha. Транслировался по телеканалу TV Tokyo с 19 февраля 1991 года по 11 февраля 1992 года. Всего выпущено 50 серий аниме. Сериал также транслировался на территории Испании, Чили и Филиппинах.

## Сюжет
Действие происходит в далёком будущем, на всей земле достигнут высокий уровень жизни благодаря развитию высокой технологии. Однако миру угрожает злой профессор Кубэку, который напускает на города свою армию роботов чтобы посеять хаос.
Противостоять им решают 3 брата: Ран Кэн и Такэо, которые будут пилотировать летающие корабли.

## Роли озвучивали
- Акио Оцука — Расуто
- Ая Хисакава — Юки
- Бандзё Гинга — Ниал
- Гиндзо Мацуо — Омега
- Хироми Цуру — Мариан
- Кадзуми Танака — Такэо
- Кэн Ямагути — Эпсилон
- Котоно Мицуити — репортёр
- Мэгуми Хаясибара — Сэйра
- Мики Ито — Харука Стэнли